# Oscon
Oscon è un modello di contratto standard, libero e modulare per la vendita di servizi e prodotti. Pubblicato in licenza Creative Commons, è uno dei contratti di questa tipologia più diffusi in Italia.

## Contenuti
Il progetto Oscon distribuisce gratuitamente un pacchetto di documenti modulari e personalizzabili:
- Il contratto Oscon, documento che costituisce il fulcro del progetto, utilizzato per stabilire gli aspetti legali di un rapporto.
- La nota di lavoro, utilizzato per descrivere più specificamente i dettagli di un accordo.
- La ricevuta per prestazioni occasionali, utile per chi effettua una prestazione lavorativa non continuativa.
- La carta intestata, per creare documenti intestati e brochure.

## Storia
Nato nell'ottobre 2004, nelle prime versioni era dedicato specificamente alla vendita di software, siti web e servizi correlati. Per garantire una maggiore compatibilità, a partire dalla versione 2.5 (dicembre 2007) viene introdotto il formato Rtf per i documenti principali, mantenendo il formato Xls per la ricevuta e Zip per il pacchetto (fino alla 2.5 i documenti erano in formato .doc).La versione 3.0 (2010) vede il rinnovamento di logo e grafica e la riscrittura e aggiornamento di buona parte del contratto.
Dalla versione 3.5 (2011) viene aggiunto un sistema di compilazione modulare, rendendo il contratto adatto alla vendita di qualsiasi prodotto e servizio, e ampliata la compatibilità di ciascun documento anche con OpenOffice e LibreOffice. Negli anni successivi vengono attuate integrazioni normative periodici, fra le quali l'aggiornamento in base al Regolamento europeo sulla privacy. Il contratto è anche comunemente utilizzato in framework automatizzati.
Il progetto ospita dalla creazione anche un forum di assistenza gratuito gestito da Luca Spinelli, da Gianluca Molina e dall'avvocato Stefano Duchemino.

## Etimologia
Il nome Oscon, acronimo di "Open Source CONtract", si ispira alla filosofia del mondo open source, ed è stato scelto per il suo significato evocativo. Precisamente, il contratto e i vari documenti sono pubblicati con la licenza libera Creative Commons 4.0, e prevedono libertà di utilizzo e di modifica, con la necessità di citare la fonte per mezzo del logo del progetto.